# Вежбно (гміна)
Гміна Вежбно (пол. Gmina Wierzbno) — сільська гміна у центральній Польщі. Належить до Венґровського повіту Мазовецького воєводства.
Станом на 31 грудня 2011 у гміні проживало 3013 осіб.

## Площа
Згідно з даними за 2007 рік площа гміни становила 103.09 км², у тому числі:
- орні землі: 75.00%
- ліси: 20.00%

Таким чином, площа гміни становить 8.46% площі повіту.

## Населення
Станом на 31 грудня 2011:
| Опис     | Загалом | Загалом | Чоловіки | Чоловіки | Жінки | Жінки |
| -------- | ------- | ------- | -------- | -------- | ----- | ----- |
| одиниця  | осіб    | %       | осіб     | %        | осіб  | %     |
| все      | 3013    | 100     | 1558     | 51.71    | 1455  | 48.29 |
| міське   | 0       | 100     | 0        |          | 0     |       |
| сільське | 3013    | 100     | 1558     | 51.71    | 1455  | 48.29 |

## Сусідні гміни
Гміна Вежбно межує з такими гмінами: Ґрембкув, Добре, Калушин, Коритниця, Лів.